# Phytocoris stellatus
Phytocoris stellatus är en insektsart som beskrevs av Van Duzee 1920. Phytocoris stellatus ingår i släktet Phytocoris och familjen ängsskinnbaggar. Inga underarter finns listade i Catalogue of Life.